# Leo Higuita
Leonardo de Melo Vieira Leite (Río de Janeiro, 6 de junio de 1986), más conocido como Leo Higuita, es un jugador de fútbol sala brasileño nacionalizado kazako. Actúa en la posición de arquero. Ha representado a Kazajistán a nivel internacional.

## Trayectoria
Comenzó a practicar fútbol sala durante su niñez en el Social Ramos Clube, donde recibió el apodo de "Higuita", inspirado por el guardameta colombiano René Higuita.
Jugó al fútbol sala y al fútbol en diversos equipos juveniles de Río de Janeiro, hasta que el club Cabo Frio le dio la oportunidad de desempeñarse como profesional a partir de 2006. Pasó en 2009 a las filas del Vasco da Gama y unos meses después dejó su país para unirse al MFC Tulpar de Kazajistán.
La temporada 2010-11 la jugó con el Belenenses del Campeonato Nacional de Futsal de Portugal, pero regresó a Kazajistán en el verano de 2011 fichado por el AFC Kairat. Con ese club se terminaría de consagrar como arquero, ganando la Liga de Campeones de la UEFA de fútbol sala en 2012 y 2015, y la Copa Intercontinental de Fútbol Sala de 2014, además de numerosos títulos a nivel local. 
A nivel individual, el arquero fue reconocido en los Futsal Awards como el Mejor Arquero de Fútbol Sala del Mundo en cinco ocasiones: 2015, 2016, 2018, 2019 y 2020.
En abril de 2024 fue contratado por el Semey, otro club de fútbol sala kazajo.

### Clubes
| Club          | País       | Año             |
| ------------- | ---------- | --------------- |
| Cabo Frio     | Brasil     | 2006 - 2008     |
| Vasco da Gama | Brasil     | 2009            |
| MFC Tulpar    | Kazajistán | 2009 - 2010     |
| Belenenses    | Portugal   | 2010 - 2011     |
| AFC Kairat    | Kazajistán | 2011 - 2024     |
| Semey         | Kazajistán | 2024 - presente |

## Selección nacional
Nacionalizado kazajo, disputó tres ediciones de la Copa Mundial de Fútbol Sala (2016, 2021 y 2024) y tres de la Eurocopa (2016, 2018 y 2022).